# Isle-et-Bardais
Isle-et-Bardais – miejscowość i gmina we Francji, w regionie Owernia-Rodan-Alpy, w departamencie Allier.

## Demografia
Według danych na rok 1990 gminę zamieszkiwało 355 osób, a gęstość zaludnienia wynosiła 8 osób/km². W styczniu 2015 r. Isle-et-Bardais zamieszkiwały 283 osoby, przy gęstości zaludnienia wynoszącej 6,4 osób/km².